# Брама каталонських земель
42°51′16″ пн. ш. 2°56′16″ сх. д. / 42.85444° пн. ш. 2.93778° сх. д.
Брама каталонських земель (кат. La Porta dels Països Catalans) — твір скульптора Амілі Арманґола (кат. Emili Armengol), який позначає північну межу каталонських земель. Розташована біля містечка Сальс-ле-Шато (або каталонською Са́лсас) у Північній Каталонії (зараз департамент Східні Піренеї, південна Франція), поряд з автострадою, яка з'єднує Перпіньян та Нарбонну (на місці античного шляху Ві́а Домі́ція).
Пам'ятник було відкрито 28 серпня 2003 р. після близько 20 років справжньої боротьби з офіційною французькою владою, яка за будь-якої нагоди намагалася зірвати будівництво. Проєкт та побудову пам'ятника було здійснено Союзом за каталонський регіон (кат. Unió per la Regió Catalana).

## Символіка Брами каталонських земель
Пам'ятник нагадує своєю формою серп, що є натяком на гімн Каталонії «Алс Сагадос» (українською — «женці»). Чотири вертикальні прорізи уособлюють чотири арагонські смуги національного прапора Каталонії — саньєри. Матеріал, з якого зроблено Браму каталонських земель — неіржавіюча сталь — символізує незламну волю каталонців.
Чотири прорізи символізують також вісім вітрів, які дмуть у районі Піренеїв — південний (кат. Migjorn — міджо́рн), північний (кат. Tramuntana — трамунта́на), південно-східний (кат. Xaloc — шало́к), північно-західний (кат. Mestral — мастра́л або містра́ль), східний (кат. Llebant — льєба́н), західний (кат. Ponent — пуне́н), південно-західний (кат. Garbí — ґарбі́), північно-східний (кат. Gregal — ґрага́л). Це символізує ставлення каталонців до сусідніх народів — відкриті до спілкування, але завжди залишаються самими собою.
Для встановлення пам'ятника місто Сальс-ле-Шато було обрано не тільки тому, що воно є північною межею Каталонії — існує приказка, що «кордони Каталонії на півдні змінюються, але на півночі кордоном незмінно є Салсас» (через те, що велика кількість валенсійців не вважає себе каталонцями, тому південна межа каталонських земель, на їхню думку, має проходити між Каталонією та Валенсією, в районі р. Ебро; окрім того лінгвістична межа поширення каталанської мови не збігається з кордоном між Валенсією та Мурсією, а знаходиться трохи північніше, на території Автономної області Валенсія; з історичної точки зору, реконкіста Каталонії відбувалася саме з півночі на південь, і її північний кордон завжди залишався біля міста Салсас, постійно просуваючися на південь: наприклад Петро І Арагонський визначав Каталонію від Салсаса до Льєйди).
Каталонці так визначають історичні кордони каталонських земель: «від Салсаса (Північна Каталонія) до Ґуардамара (Валенсія), від Фраги (Західна смуга) до Мао (Балеарські острови)» (кат. De Salses a Guardemar, de Fraga a Maó).

## Історія побудови пам'ятника
Ідея побудувати пам'ятник, який вказував би на кордон каталонських земель виникла під час побудови автомагістралі А9, яка з'єднала Північну Каталонію (Франція) та Автономну область Каталонію (Іспанія). Першою ідеєю було встановити пам'ятник у каталонському містечку Ла-Жункера (кат. La Jonquera) на кордоні Франції та Іспанії, однак Союз за каталонський регіон та його президент Жозеф Делонкль (фр. Joseph Deloncle, у каталанській вимові Жузеп Делонкль кат. Josep Deloncle) запропонували розташувати пам'ятник на історичному північному кордоні каталонських земель з Окситанією, у місцевості під назвою «Поблизу млинів» (кат. Sobre els Molins).
Окрім Союзу за каталонський регіон, підтримку побудові брами надала Асоціація «Брама каталонських земель» (кат. Associació “Porta dels Països Catalans”), створена у квітні 1984 р., та її президент Мікел Майол (кат. Miquel Mayol).
Багаторічна кампанія за побудову пам'ятника об'єднала дуже багато людей, зокрема 55 муніципалітетів Східних Піренеїв офіційно підтримали встановлення брами. Цей народний рух очолив Жорді Пужол, Президент Жанаралітату Каталонії, разом з трьома представниками Південної та Північної Каталонії.
2 серпня 1997 р. префект Східних Піренеїв Бернар Бонне у листі, направленому до мерії м. Сальс-ле-Шато, заявив про те, що з французькою владою ніхто не консультувався з приводу побудови пам'ятника. Наступний префект П'єр Дарту теж не підтримав побудову пам'ятника. 28 жовтня 1998 р. до мерії Сальс-ле-Шато знову було направлено листа, у якому зазначалося, що побудова пам'ятника неможлива біля автостради з технічних міркувань.
Спочатку ініціативна група вибрала іншу ділянку. Після вивчення чинного французького законодавства виявилося, що для встановлення пам'ятників висотою нижче 12 м та об'ємом менше 40 м3 не потрібно жодного офіційного дозволу. Однак за кілька днів до відкриття офіційним листом від чергового французького мера було повідомлено, що відстань від автостради до пам'ятника повинна була бути не менше 100 м (вже зроблена забетонована платформа була розташована за 80 м від автостради). Довелося знову переробляти весь проєкт.
10 червня 2003 р. частини пам'ятника, які на вантажівках було привезено з Барселони, було встановлено на новій платформі. 28 вересня 2003 р. браму було урочисто відкрито. На відкритті були присутні Прем'єр-міністр Жанаралітату Артур Мас, Президент Генеральної ради Східних Піренеїв Крістіан Буркен, мер м. Сальс-ле-Шато Марі-Клод Ґреґуар, директор представництва Жанаралітату у Перпіньяні Маріз Оліве і багато інших людей, які сприяли відкриттю пам'ятника.

## Асоціація Брама каталонських земель
Асоціація «Брама каталонських земель» розташована за адресою: Association Porta dels Països Catalans : 1, Avenue du Château — F.66600 — Salses